# Élections législatives de 1902 dans l'Aisne
Les élections législatives françaises de 1902 se déroulent les 27 avril et 11 mai 1902. Dans le département de l'Aisne, huit députés sont à élire dans le cadre de huit circonscriptions.

## Élus
|   | Circonscription | Député sortant     |  | Parti        | Député élu ou réélu |  | Parti        |
| - | --------------- | ------------------ |  | ------------ | ------------------- |  | ------------ |
| = | Château-Thierry | Louis-Émile Morlot |  | PRRRS        | Louis-Émile Morlot  |  | PRRRS        |
| = | Laon-1          | Georges Ermant     |  | Rép. mod.    | Georges Ermant      |  | Rép. mod.    |
| = | Laon-2          | André Castelin     |  | Nationaliste | Paul Doumer         |  | Rad indép.   |
| = | Saint-Quentin-1 | François Hugues    |  | Progressiste | François Hugues     |  | Progressiste |
| = | Saint-Quentin-2 | Jules Desjardins   |  | ALP          | Jules Desjardins    |  | ALP          |
| = | Soissons        | Émile Magniaudé    |  | PRRRS        | Émile Magniaudé     |  | PRRRS        |
| = | Vervins-1       | Maurice Denécheau  |  | PRRRS        | Maurice Denécheau   |  | PRRRS        |
| = | Vervins-2       | Eugène Fournière   |  | PSF          | Jean Caffarelli     |  | ALP          |

## Résultats

### À l’échelle du département
| Parti          | Parti                | Premier tour | Premier tour | Second tour | Second tour | Sièges |
| Parti          | Parti                | Voix         | %            | Voix        | %           | Sièges |
| -------------- | -------------------- | ------------ | ------------ | ----------- | ----------- | ------ |
|                | ALP                  | 28 461       | 23,97        |             |             | 2      |
|                | Nationalistes        | 10 797       | 9,09         | 7 654       | 23,02       | 0      |
|                | Modérés              | 10 380       | 8,74         |             |             | 1      |
|                | Progressistes        | 10 138       | 8,54         | 9 068       | 27,27       | 1      |
|                | Droite parlementaire | 59 776       | 50,34        | 16 722      | 50,28       | 4      |
|                |                      |              |              |             |             |        |
|                | Parti radical        | 29 032       | 24,43        | 8 990       | 27,03       | 3      |
|                | PSF                  | 16 816       | 14,16        | 7 544       | 22,68       | 0      |
|                | Divers radicaux      | 12 489       | 10,51        |             |             | 1      |
|                | Soc. indép.          | 229          | 0,19         | 0           |             |        |
|                | PSdF                 | 130          | 0,11         | 0           |             |        |
|                | Bloc des gauches     | 58 696       | 49,43        | 16 534      | 49,72       | 4      |
|                |                      |              |              |             |             |        |
|                | Autres               | 269          | 0,23         |             |             | 0      |
|                |                      |              |              |             |             |        |
| Inscrits       | Inscrits             | 150 611      | 100,00       | 40 373      | 100,00      |        |
| Abstentions    | Abstentions          | 22 888       | 15,20        | 5 521       | 13,67       |        |
| Votants        | Votants              | 127 723      | 84,80        | 34 852      | 86,33       |        |
| Blancs et nuls | Blancs et nuls       | 8 867        | 6,94         | 1 596       | 4,58        |        |
| Exprimés       | Exprimés             | 118 856      | 93,06        | 33 256      | 95,42       |        |

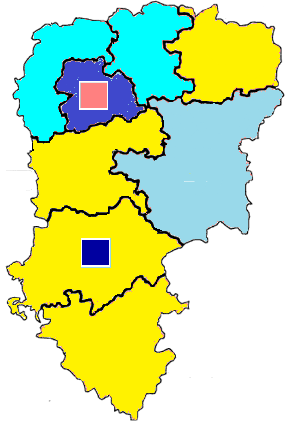
Nuance politique des candidats arrivés en tête dans chaque circonscription au 1er tour dans l'Aisne avec celle des candidats se maintenant au second tour.
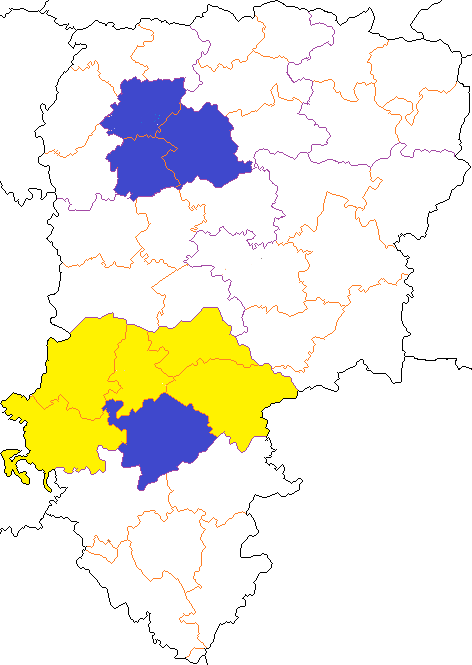
Nuance politique des candidats arrivés en tête dans chaque canton au 2e tour dans le département de l'Aisne.
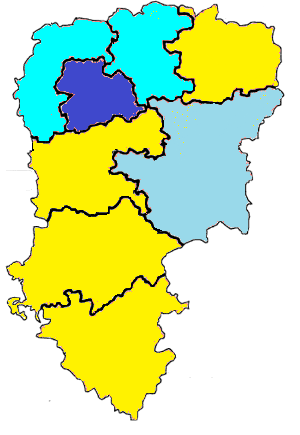
Nuance politique des députés élus dans chaque circonscription au 2e tour dans l'Aisne.

### Par circonscription

#### Circonscription de Château-Thierry
- Député sortant : Louis-Émile Morlot (PRRRS), réélu.

|                  | Louis-Émile Morlot* | PRRRS          | 7 400  | 53,54  |  |  |
|                  | M. Uhrich           | ALP            | 5 626  | 40,71  |  |  |
|                  | Docteur Loddé       | PSF            | 795    | 5,75   |  |  |
|                  |                     |                |        |        |  |  |
| Inscrits         | Inscrits            | Inscrits       | 16 883 | 100,00 |  |  |
| Abstentions      | Abstentions         | Abstentions    | 2 897  | 17,21  |  |  |
| Votants          | Votants             | Votants        | 13 936 | 82,79  |  |  |
| Blancs et nuls   | Blancs et nuls      | Blancs et nuls | 115    | 0,83   |  |  |
| Exprimés         | Exprimés            | Exprimés       | 13 821 | 99,17  |  |  |
| * député sortant |                     |                |        |        |  |  |

#### Première circonscription de Laon
- Député sortant : Georges Ermant (Modérés), réélu.

|                  | Georges Ermant* | Modérés        | 10 380 | 56,16  |  |  |
|                  | Adrien Bellard  | PRRRS          | 8 103  | 43,84  |  |  |
|                  |                 |                |        |        |  |  |
| Inscrits         | Inscrits        | Inscrits       | 21 929 | 100,00 |  |  |
| Abstentions      | Abstentions     | Abstentions    | 3 234  | 14,75  |  |  |
| Votants          | Votants         | Votants        | 18 695 | 85,25  |  |  |
| Blancs et nuls   | Blancs et nuls  | Blancs et nuls | 212    | 1,13   |  |  |
| Exprimés         | Exprimés        | Exprimés       | 18 483 | 98,87  |  |  |
| * député sortant |                 |                |        |        |  |  |

#### Seconde circonscription de Laon
- Député sortant : André  Castelin (Nationaliste).

|                | Paul Doumer    | Rad. ind.      | 11 522 | 98,05  |  |  |
|                | M. Fancony     | Soc indép.     | 229    | 1,95   |  |  |
|                |                |                |        |        |  |  |
| Inscrits       | Inscrits       | Inscrits       | 22 303 | 100,00 |  |  |
| Abstentions    | Abstentions    | Abstentions    | 4 938  | 22,14  |  |  |
| Votants        | Votants        | Votants        | 17 365 | 77,86  |  |  |
| Blancs et nuls | Blancs et nuls | Blancs et nuls | 5 614  | 32,33  |  |  |
| Exprimés       | Exprimés       | Exprimés       | 11 751 | 67,67  |  |  |

#### Première circonscription de Saint-Quentin
- Député sortant : François Hugues (Progressiste), réélu.

| Candidat         | Candidat          | Parti          | Premier tour | Premier tour | Second tour | Second tour |
| Candidat         | Candidat          | Parti          | Voix         | %            | Voix        | %           |
| ---------------- | ----------------- | -------------- | ------------ | ------------ | ----------- | ----------- |
|                  | François Hugues*  | Rép. prog.     | 6 401        | 37,00        | 9 068       | 54,59       |
|                  | Henri Turot       | PSF            | 6 376        | 36,85        | 7 544       | 45,41       |
|                  | Clément Villeneau | National.      | 4 525        | 26,15        | Retrait     | Retrait     |
|                  |                   |                |              |              |             |             |
| Inscrits         | Inscrits          | Inscrits       | 20 850       | 100,00       | 20 850      | 100,00      |
| Abstentions      | Abstentions       | Abstentions    | 3 355        | 16,09        | 3 821       | 18,33       |
| Votants          | Votants           | Votants        | 17 495       | 83,91        | 17 029      | 81,67       |
| Blancs et nuls   | Blancs et nuls    | Blancs et nuls | 193          | 1,10         | 417         | 2,45        |
| Exprimés         | Exprimés          | Exprimés       | 17 302       | 98,90        | 16 612      | 97,55       |
| * député sortant |                   |                |              |              |             |             |

#### Seconde circonscription de Saint-Quentin
- Député sortant : Jules Desjardins (ALP), réélu.

|                  | Jules Desjardins* | ALP            | 8 753  | 55,18  |  |  |
|                  | Louis Ringuier    | PSF            | 4 641  | 29,26  |  |  |
|                  | Hector Depasse    | Rép. prog.     | 2 199  | 13,86  |  |  |
|                  | M. Testart        | Divers         | 269    | 1,70   |  |  |
|                  |                   |                |        |        |  |  |
| Inscrits         | Inscrits          | Inscrits       | 18 771 | 100,00 |  |  |
| Abstentions      | Abstentions       | Abstentions    | 2 665  | 9,94   |  |  |
| Votants          | Votants           | Votants        | 16 106 | 89,06  |  |  |
| Blancs et nuls   | Blancs et nuls    | Blancs et nuls | 244    | 6,18   |  |  |
| Exprimés         | Exprimés          | Exprimés       | 15 862 | 93,82  |  |  |
| * député sortant |                   |                |        |        |  |  |

#### Circonscription de Soissons
- Député sortant : Émile Magniaudé  (PRRRS), réélu.

| Candidat         | Candidat         | Parti          | Premier tour | Premier tour | Second tour | Second tour |
| Candidat         | Candidat         | Parti          | Voix         | %            | Voix        | %           |
| ---------------- | ---------------- | -------------- | ------------ | ------------ | ----------- | ----------- |
|                  | Émile Magniaudé* | PRRRS          | 6 746        | 43,10        | 8 990       | 54,01       |
|                  | José Théry       | National.      | 6 272        | 40,07        | 7 654       | 45,99       |
|                  | René Millet      | Rép. prog.     | 1 538        | 9,83         |             |             |
|                  | Lucien Debruyère | PRRRS diss.    | 967          | 6,18         |             |             |
|                  | M. Verecque      | PSdF           | 130          | 0,83         |             |             |
|                  |                  |                |              |              |             |             |
| Inscrits         | Inscrits         | Inscrits       | 19 528       | 100,00       | 19 523      | 100,00      |
| Abstentions      | Abstentions      | Abstentions    | 1 700        | 8,71         | 2 680       | 13,73       |
| Votants          | Votants          | Votants        | 17 823       | 91,29        | 16 843      | 86,27       |
| Blancs et nuls   | Blancs et nuls   | Blancs et nuls | 1 179        | 6,62         | 199         | 1,18        |
| Exprimés         | Exprimés         | Exprimés       | 15 653       | 93,38        | 16 644      | 98,82       |
| * député sortant |                  |                |              |              |             |             |

#### Première circonscription de Vervins
- Député sortant : Maurice Denécheau (PRRRS), réélu.

|                  | Maurice Denécheau* | PRRRS          | 6 783  | 50,07  |  |  |
|                  | Émile Villemant    | ALP            | 6 765  | 49,93  |  |  |
|                  |                    |                |        |        |  |  |
| Inscrits         | Inscrits           | Inscrits       | 15 465 | 100,00 |  |  |
| Abstentions      | Abstentions        | Abstentions    | 1 780  | 11,51  |  |  |
| Votants          | Votants            | Votants        | 13 685 | 88,49  |  |  |
| Blancs et nuls   | Blancs et nuls     | Blancs et nuls | 137    | 1,00   |  |  |
| Exprimés         | Exprimés           | Exprimés       | 13 548 | 99,00  |  |  |
| * député sortant |                    |                |        |        |  |  |

#### Seconde circonscription de Vervins
- Député sortant : Eugène Fournière (PSF).
- Député élu : Jean Caffarelli (ALP).

|                  | Jean Caffarelli   | ALP            | 7 317  | 59,39  |  |  |
|                  | Eugène Fournière* | PSF            | 5 004  | 40,61  |  |  |
|                  |                   |                |        |        |  |  |
| Inscrits         | Inscrits          | Inscrits       | 14 882 | 100,00 |  |  |
| Abstentions      | Abstentions       | Abstentions    | 2 204  | 14,81  |  |  |
| Votants          | Votants           | Votants        | 12 618 | 85,19  |  |  |
| Blancs et nuls   | Blancs et nuls    | Blancs et nuls | 357    | 2,82   |  |  |
| Exprimés         | Exprimés          | Exprimés       | 12 321 | 97,18  |  |  |
| * député sortant |                   |                |        |        |  |  |

## Rappel des résultats départementaux des élections de 1898

### Élus en 1898
| Circ.            | Élu(e) | Élu(e)       | Élu(e)              | Élu(e)               | Élu(e)               | Battu(e) (seconde place) | Battu(e) (seconde place) | Battu(e) (seconde place) | Battu(e) (seconde place) | Battu(e) (seconde place) |
| Circ.            | Parti  | Parti        | Nom                 | % suffrages exprimés | % suffrages exprimés | Parti                    | Parti                    | Nom                      | % suffrages exprimés     | % suffrages exprimés     |
| Circ.            | Parti  | Parti        | Nom                 | 1er tour             | 2e tour              | Parti                    | Parti                    | Nom                      | 1er tour                 | 2e tour                  |
| ---------------- | ------ | ------------ | ------------------- | -------------------- | -------------------- | ------------------------ | ------------------------ | ------------------------ | ------------------------ | ------------------------ |
| Château-Thierry  |        | Radical      | Louis-Émile Morlot* | 61,94 %              | -                    |                          | Rép.                     | Jules Henriet            | 37,83 %                  | -                        |
| Laon-1           |        | Rép.         | Georges Ermant*     | 45,16 %              | 50,98 %              |                          | Radical                  | Ad. Bellard              | 43,31 %                  | 49,02 %                  |
| Laon-2           |        | Nationaliste | André Castelin*     | 54,61 %              | -                    |                          | Rép.                     | Gustave Grégoire         | 40,94 %                  | -                        |
| Saint-Quentin-1  |        | Rép.         | François Hugues*    | 37,01 %              | 53,21 %              |                          | Soc.                     | Henri Turot              | 35,56 %                  | 46,79 %                  |
| Saint-Quentin-2  |        | Ralliés      | Jules Desjardins*   | 52,87 %              | -                    |                          | Soc.                     | M. Garbe                 | 40,36 %                  | -                        |
| Soissons         |        | Rad. soc.    | Émile Magniaudé     | 40,18 %              | 51,03 %              |                          | Ralliés                  | Roger Firino*            | 41,46 %                  | 48,97 %                  |
| Vervins-1        |        | Radical      | Maurice Denécheau*  | 56,01 %              | -                    |                          | Rép.                     | Vicomte Foy              | 43,16 %                  | -                        |
| Vervins-2        |        | Soc. ind.    | Eugène Fournière    | 50,38 %              | -                    |                          | Rép.                     | Arthur Moret             | 46,15 %                  | -                        |
| * député sortant |        |              |                     |                      |                      |                          |                          |                          |                          |                          |